# Belagerungen von Schweidnitz im Siebenjährigen Krieg

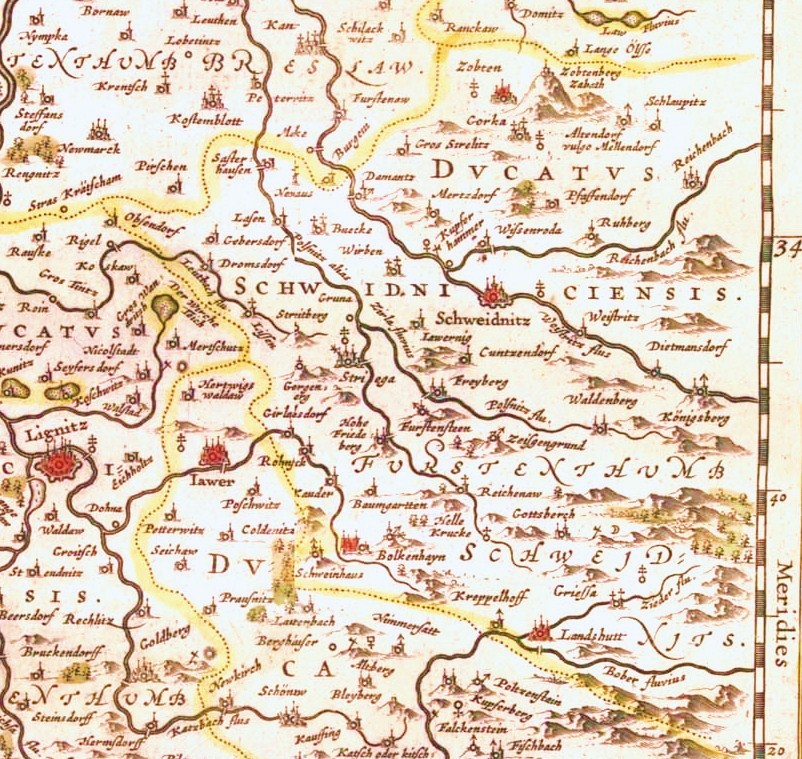
Umgebungskarte Schweidnitz (1645)

Die Festung Schweidnitz wurde während des Siebenjährigen Krieges mehrfach belagert. Durch ihre Position war sie immer eine wichtige Nachschubbasis für die Preußische Armee in Schlesien. Über den Fluss konnte der Nachschub von der Ostsee herangeführt werden und dann weiter zu den Kriegsgebieten in Böhmen. Für die Kaiserlichen der österreichischen Habsburger war die Festung die Sicherung ihrer Nachschubwege in das Kurfürstentum Sachsen.

## Belagerung durch die Österreicher vom Ende Oktober 1757 bis 12. November 1757

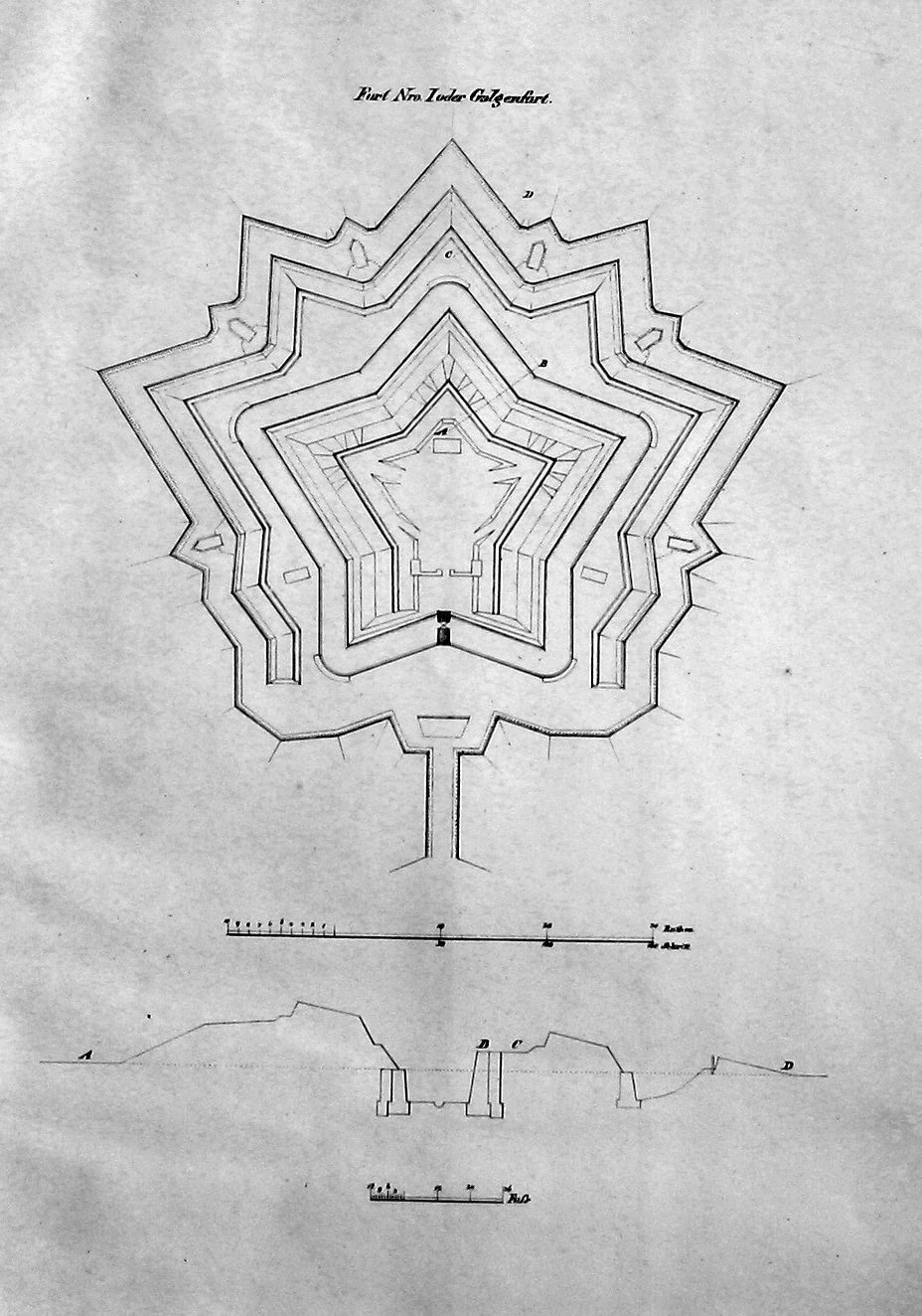
Schweidnitz das Galgenfort (1825)

Nach dem Sieg in der Schlacht bei Kolin rückten die Österreicher gegen die Festung Schweidnitz vor. Kommandeur auf österreichischer Seite war der General Franz Leopold von Nádasdy. Nach sechswöchiger Belagerung wurden Ende Oktober 1757 die Laufgräben durch den Oberst Amandei († 27. Januar 1796) geöffnet. Am 11. November wurden die Außenwerke der Festung gestürmt. Diese bestanden aus zwei Sternschanzen und einer Lünette, die die Verbindung sichern sollte. Es griffen drei Kolonnen an. Die erste unter Major Baron Smith griff eine Schanze an und wurde zurückgeschlagen, wobei der Major verwundet wurde. Darauf übernahm Oberst Amandei das Kommando über den zweiten Angriff, der erfolgreich verlief. Am Morgen des 12. November 1757 ergab sich die Festung unter ihrem Kommandanten von Seers.

## Belagerung durch die Preußen vom 15. März bis zum 18. April 1758

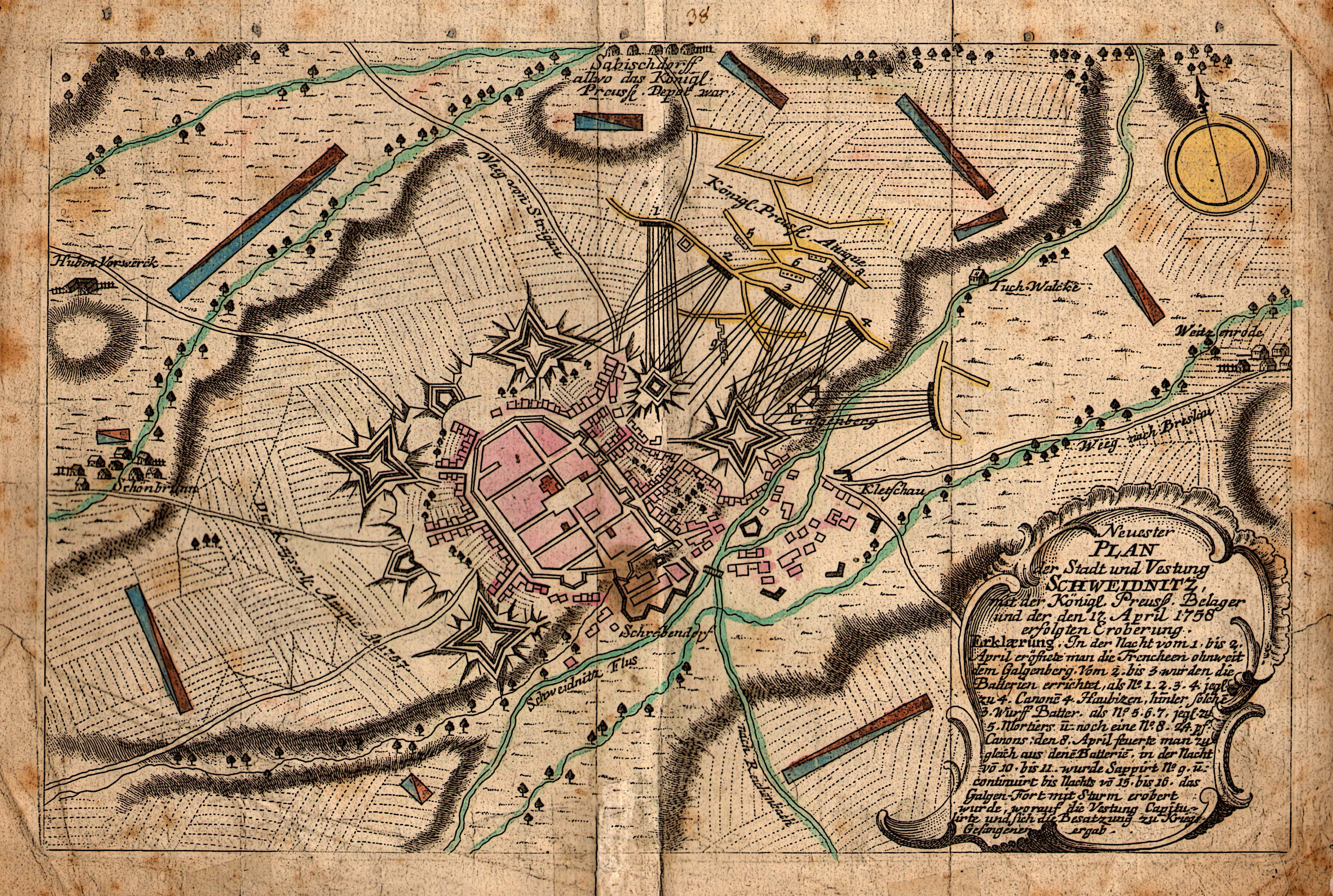
Belagerungskarte von 1758

Schweidnitz war nun eine der österreichischen Festungen in Schlesien. Ihr Kommandant war der General Franz Ludwig von Thürheim, der eine 8000 Mann starke Garnison befehligte. Seit Beginn des Krieges war er bemüht, diese Festung instand zu setzen und die Stadt mit Vorräten zu versorgen.
Nachdem die Preußen Breslau besetzt hatten, war klar, dass Schweidnitz das nächste Ziel sein würde. Schon seit dem 15. März stand die Belagerungsarmee unter General Tresckow bereit, doch man musste zunächst auf günstiges Wetter warten. So wurden erst am 1. April 1758 die Tranchée eröffnet.
Auf preußischer Seite leitete der Ingenieur Oberst Balbi die Arbeiten. Mit Einbruch der Dunkelheit schlich man auf 400 Schritt an das Galgenfort (Fort Nr. 1) heran. Eine Einheit Kavallerie wurde hinter einem Hügel bei Sabischdorf stationiert, um die Verbindungen zu sichern und Ausfälle zu verhindern. In der Nacht vom 2. April wurde mit dem Bau der Batterien. Die Österreicher waren gut vorbereitet und konnten immer wieder die Stellungen der Preußen ausschalten. Die Preußen wollten zunächst nicht zurückschießen, da klar war, dass nur mit konzentriertem Feuer ein Erfolg möglich sein würde. Am 5. April wurden einige Zwölfpfünder herangeführt und begann die Verbindungen zum Fort zu beschießen und die feindlichen Geschütze auszuschalten.
Am 6. April wollte der König nicht mehr warten, da klar war, dass die Stellungen nicht fertig werden würden. So beorderte er alle Geschütze in die unvollendeten Stellungen, um die feindliche Artillerie auszuschalten. Am 8. April begann der Beschuss der Festung aus fünf Batterien. Dies hielt das feindliche Feuer nieder, und der Ausbau konnte wieder vorangehen. Vom 10. bis zum 15. April gingen die Arbeiten unter dem Oberst Balbi voran. Früh morgens am 15. April wurde beschlossen, das Fort mit Leitern zu stürmen. Am 16. April nachts sammelten sich die Truppen unter Generalmajor Diericke in den Gräben. Um 1 Uhr begann der konzentrierte Beschuss des Galgenforts und der Front bei Jauer. Gleichzeitig rückten die Sturmabteilungen vor, drei Grenadier-Regimenter marschierten voran. Der Deckung folgte jeweils eine kleine Sturmabteilung. Die Wälle des Galgenforts wurden rasch überwunden, die Besatzung – drei Offiziere und 153 Gemeine – wurde gefangen genommen.
Nach dem Verlust seines Hauptforts war der General Thürheim bereit, zu verhandeln und sich dem preußischen Generalleutnant Joachim Christian von Tresckow zu ergeben. Am 18. April 1758 wurde die Kapitulation unterschrieben. Es gingen 5000 waffenfähige Österreicher in Gefangenschaft. Die Verluste der Preußen waren mit zehn Toten und 48 Verwundeten gering.
Neuer Kommandant der Festung wurde Oberst Leopold von Zastrow, dem eine Garnison von vier Bataillonen mitgegeben wurde.

## Belagerung durch die Österreicher vom 30. September bis zum 1. Oktober 1761

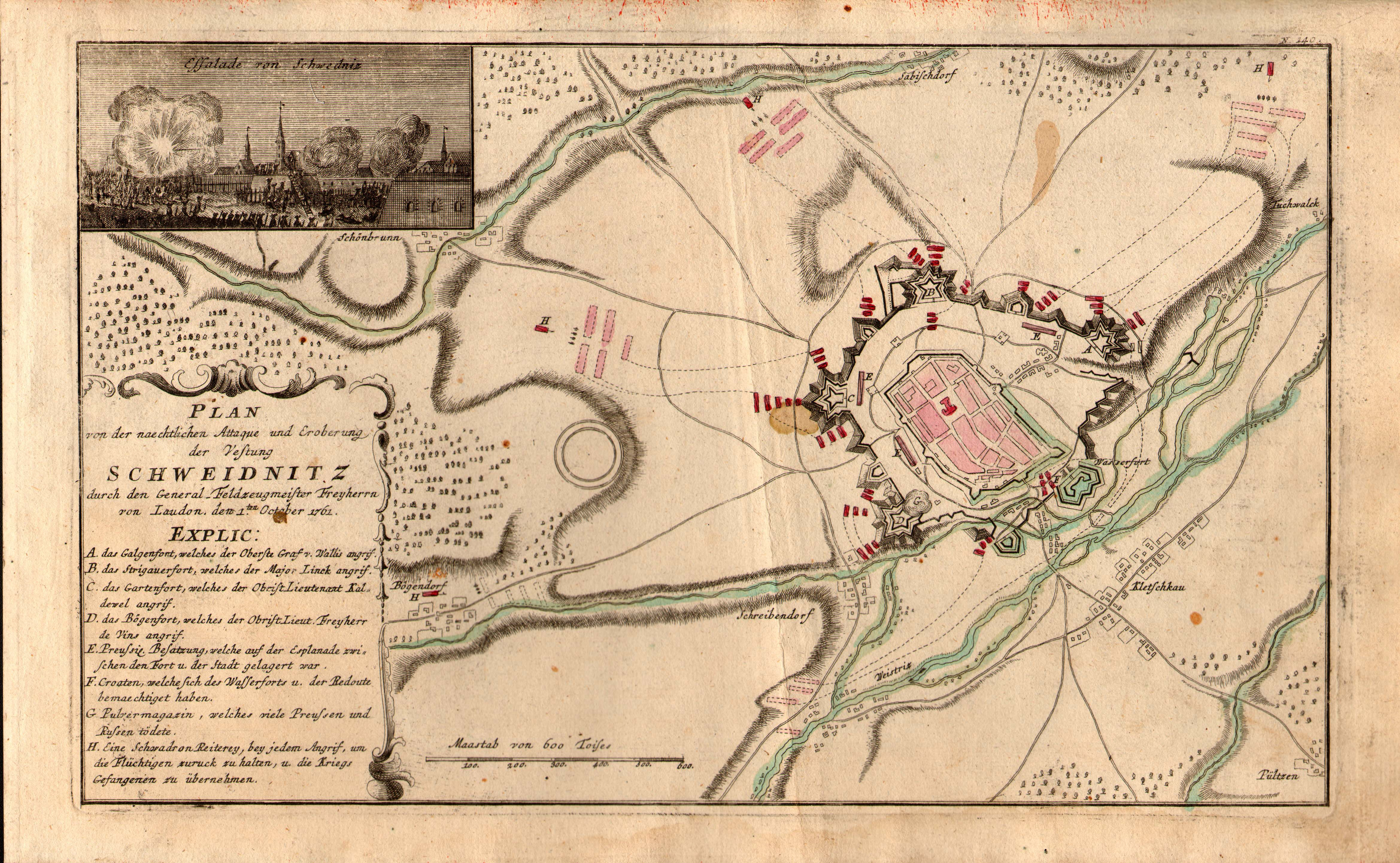
Belagerungskarte von 1761

Der österreichische General Laudon hatte Schweidnitz eingeschlossen. Am 30. September sammelten sich die Truppen unter General Amandei – der schon den erfolgreichen Sturm von 1757 befehligt hatte – bei dem Dörfchen Kunzendorf, um in vier Kolonnen gegen die Festung zu stürmen. Am 1. Oktober um zwei Uhr nachts begann der Sturm. Trotz heftiger Gegenwehr wurden die Außenwerke überrannt und die Wälle der Festung erstiegen. Kommandant Zastrow musste sich ergeben. Die Sieger nahmen 3776 Mann gefangen, dazu über 1000 Verwundete. Ferner erbeuteten sie 211 Kanonen sowie große Vorräte an Nahrung und Munition.

## Belagerung durch die Preußen vom 7. August bis zum 9. Oktober 1762

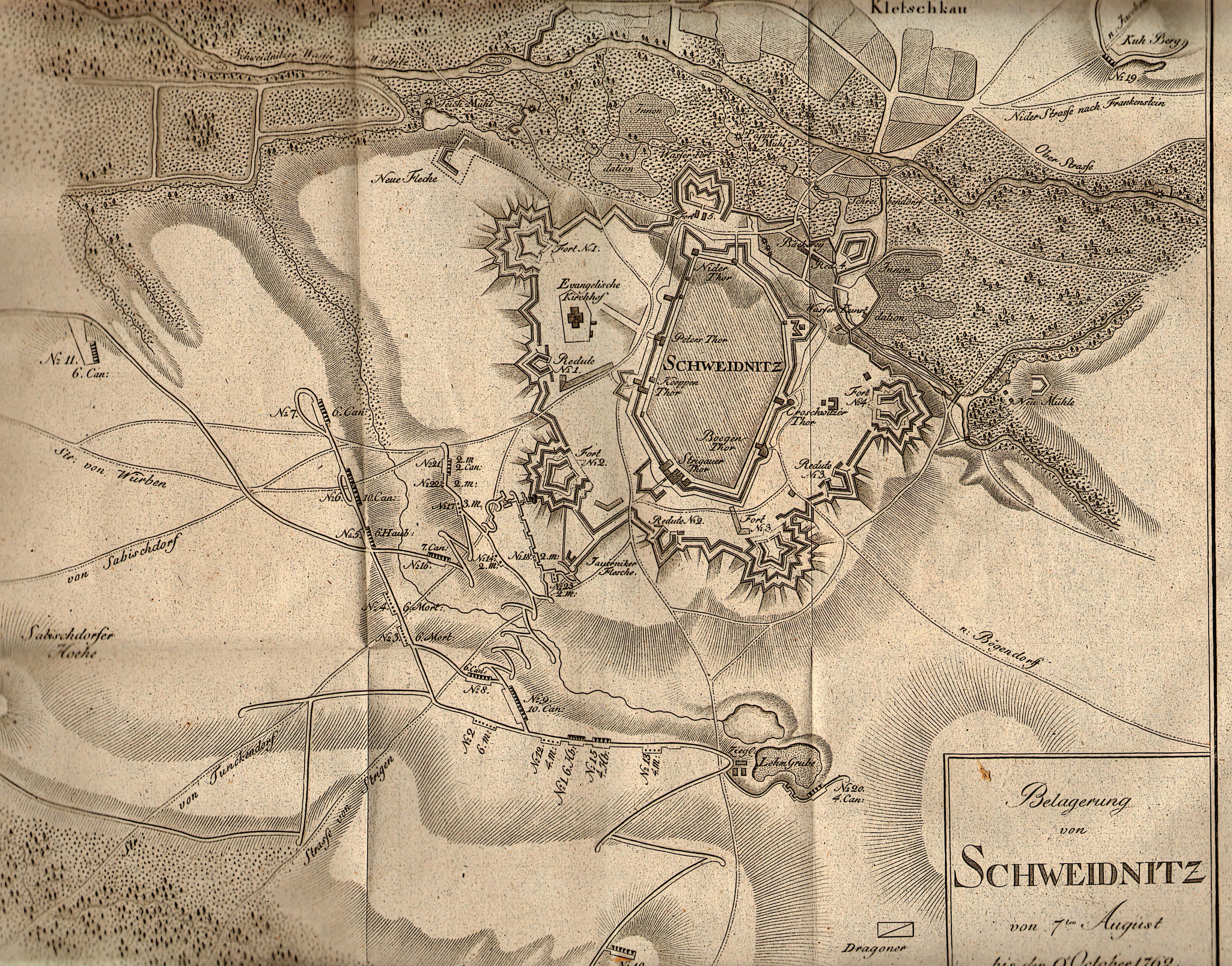
Belagerungskarte von 1762

Zur Rückeroberung wurde der General von Tauentzien mit 21 Bataillonen und 25 Eskadronen durch Oberst von Dieskau als Kommandeur der Artillerie und Major Le Fevre als Kommandeur des Mineurkorps unterstützt. Die Preußen begannen am 21. Juni die Festung einzuschließen und Vorräte herbeizuschaffen. Die Belagerung begann am 7. August 1762. Die österreichische Besatzung bestand aus etwa 12.000 Mann.
Das Hauptangriffsziel der Preußen war das Jauerer Fort (auch Stiegitzer Fort). Am 13. August explodierte ein Blockhaus vor dem Fort. Die Österreicher erkannten die Gefahr und versuchten, durch einen Ausfall in der Nacht vom 15. auf den 16. mit 1500 Mann die Schanzarbeiten zu stören und die Batterien zu zerstören, was aber nicht gelang. Am 16. August wurde ein Entsatzheer in der Schlacht bei Reichenbach geschlagen. Ein preußischer Angriff auf das Fort am 19. schlug ebenfalls fehl. Dafür verstärkten die Österreicher ihre Artillerie dort, so dass die Preußen sich zurückziehen mussten. Am 22. August erfolgte ein weiterer vergeblicher Sturm auf das Fort. Danach wurde ein Minenkrieg gegen die Festung beschlossen. Es dauerte bis zum 31. August, bis die Minenkammer bereit war. Durch den ständigen Beschuss war es immer schwerer geworden, voranzukommen. Am 1. September explodierte die Mine und erzeugte einen 94 Fuß langen und 26 Fuß tiefen Trichter, der schnell besetzt wurde. Um sich gegen den Beschuss aus dem Fort zu schützen, wurde gleich mit dem Ausbau begonnen, jedoch wurde schon am 5. September mit dem Rückzug begonnen. Aber die Österreicher bekamen Probleme, so wurde ab dem 7. September das Pulver rationiert. Zudem ließ stetiger Regen die Laufgräben voll Wasser laufen und die Soldaten mussten zum Teil ungedeckt zu ihren Stellungen, was große Verluste mit sich brachte. Am 10. September explodierte ein weiteres Blockhaus, was man aber nicht nutzen konnte, da kurze Zeit später eine österreichische Mine die Belagerer zurücktrieb. Daher mussten die Preußen ihre Mine neu beginnen. Am 16. September explodierte die preußische Mine und schuf einen zweiten Trichter von 60 × 15 Fuß. Man schuf bis zum Abend eine Verbindung zum ersten Trichter und sicherte die Stellung unter heftigem Beschuss vom Jauerer Fort. Am 21. September beschloss der König, das zweite Fort verstärkt unter Beschuss nehmen zu lassen, um so die Aufmerksamkeit der Österreicher abzulenken. Zugleich wurde der erfolglose Major le Fevre abgelöst. Auch verlegte der König sein Hauptquartier von Peterwalde nach Bogendorf, um der Belagerung näher zu sein. In den nächsten Tagen wurden immer wieder Minen gezündet, um sich näher an die Festung heranzuarbeiten. Am 8. Oktober explodierte eine Pulverkammer im Jauerer Fort. Dabei kamen 200 Mann von den Regimentern von Moltke und Sachsen-Gotha ums Leben. Am gleichen Tag explodierte eine weitere Mine und beschädigte das Fort schwer.
Der österreichische General von Guasco ergab sich am 9. Oktober nach diesem Minenkrieg. Mit ihm gingen 9000 Mann in Gefangenschaft; 80 Offiziere und 2947 Mann waren gefallen.